# Kamenni (Krasnodar)
Kamenni (del ruso: Каменный) es un jútor del raión de Tijoretsk del krai de Krasnodar. Está situado en las llanuras de Kubán-Priazov, en la orilla izquierda del río Voniuchaya, tributario del Chelbas, 6 km al oeste de Tijoretsk y 128 km al nordeste de Krasnodar, la capital del krai. Tenía 1 144 habitantes en 2010.
Pertenece al municipio Tijorétskoye.